# 平陇城址
平陇城址位于中国山西省运城市稷山县稷峰镇南阳村北。

## 保护
2021年8月4日，平陇城址公布为第六批山西省文物保护单位，古遗址类，年代为东魏、北齐，编号6-25。	